# مؤسسة مدينة لندن
مؤسسة مدينة لندن (بالإنجليزية: City of London Corporation)‏ وتعرف رسمياً وقانونياً باسم العمدة والعامة والمواطنون في مدينة لندن (بالإنجليزية: Mayor and Commonalty and Citizens of the City of London)‏ هي الهيئة المحلية الحاكمة لمدينة لندن، المركز التاريخي للندن ومركز معظم القطاع المالي في المملكة المتحدة.
كانت تعرف المؤسسة باسم مؤسسة لندن (بالإنجليزية: Corporation of London)‏ ولكن في 10 تشرين الثاني / نوفمبر 2005، أعلنت أنها ستستخدم اسم مدينة لندن (وفي حال احتمال وجود خلط مع المنطقة الجغرافية سيتم استخدام تسمية مؤسسة مدينة لندن) وذلك بهدف تفادي الالتباس الممكن مع الحكومة المحلية للندن وهي سلطة لندن الكبرى.
يُدعى للتصويت كلاً من المواطنين والأعمال الموجودة ضمن المدينة، فبالإضافة لدورها كسلطة محلية (كواحدة من أقسام لندن الإدارية الـ 32 والتي بمجموعها تشكل لندن الكبرى)، تتحمل المؤسسة مسؤولية دعم صناعة الخدمات المالية وتمثيل مصالحها.
تم منح هذه الحريات والتقاليد لمدينة لندن من خلال المادة التاسعة من الوثيقة العظمى (بالإنجليزية: Magna Carta)‏ والتي ما زالت في النظام الأساسي.